# Pterinopelma sazimai
Pterinopelma sazimai is een spinnensoort in de taxonomische indeling van de vogelspinnen (Theraphosidae).
Het dier behoort tot het geslacht Pterinopelma. De wetenschappelijke naam van de soort werd voor het eerst geldig gepubliceerd in 2011 door Bertani, Nagahama & Fukushima.